# Charles Kahudi
Charles Kahudi, né le 19 juillet 1986 à Kinshasa (Zaïre), est un joueur français de basket-ball. Il mesure 1,99 m et évolue au poste d'ailier. Il joue dans le club de l'ASVEL Lyon-Villeurbanne, en Pro A.
Il est le frère d'Henri Kahudi, lui aussi joueur professionnel de basket-ball.

## Biographie

### En club
Il joue en jeunes à l'ESC Longueau dans la Somme (entre 1999 et 2001), puis au Cercle olympique beauvaisien en 2001-2002 avant d'intégrer le centre de formation de Cholet Basket en cadets nationaux. Il était capitaine de la sélection de Picardie en minimes.
Lors de la saison 2009-2010, Le Mans finit deuxième du championnat de France. En mai 2010, il resigne avec Le Mans pour la saison 2010-2011. En juin 2012, Charles Lombahe-Kahudi signe un contrat de 3 ans avec Le Mans,. À la mi-février 2013, il est contraint de mettre un terme à sa saison à cause de douleurs récurrentes au niveau d'un genou et doit se faire opérer. Toutefois, il espère être sélectionné par Vincent Collet pour participer au championnat d'Europe 2013.
Le 28 septembre, lors du match de préparation contre Orléans, il se fait une entorse à la cheville. Le 1er février 2014, il se blesse de nouveau à la cheville dans le dernier quart-temps du match contre Dijon et doit passer une IRM. Le 5 mars, lors du match de coupe de France contre Nancy, il reçoit un coup sur la tempe et est pris de vertiges ; il termine sa soirée à l'hôpital. Le 13 mai, lors du match 1 des playoffs contre Dijon, il se blesse au genou à la suite d'un contact avec Mykal Riley et est incertain pour le match 2.
En juillet 2015, il s'engage pour trois ans avec l'ASVEL Lyon-Villeurbanne après avoir passé six ans au Mans. Le 6 juillet 2017, il prolonge son contrat avec l'ASVEL jusqu'en 2022.
En 2020, il reprend des études de management à l'EM Lyon.

### En sélection
Fort de sa belle saison (4,5 points en 14,4 minutes mais surtout quelques bon matches et une solide défense), Lombahe-Kahudi est présélectionné en équipe de France pour le championnat du monde de 2010 en Turquie mais est coupé juste avant la compétition. En août 2011, il fait partie des 12 joueurs sélectionnés pour participer à l'Eurobasket 2011. Il remporte la médaille d'argent avec les Bleus. Il est sélectionné et remporte, en septembre 2013, le championnat d'Europe 2013 avec l'équipe de France. Le 16 mai, il fait partie de la liste des vingt-quatre joueurs pré-sélectionnés pour la participation à la Coupe du monde 2014 en Espagne. En septembre 2015, il obtient sa quatrième médaille avec l'équipe de France lors de l'Eurobasket 2015.

## Clubs successifs
- 2006-2008 :  ALM Évreux Basket (Pro B)
- 2008-2009 :  Jeanne d'Arc Dijon Bourgogne (Pro A)
- 2009-2015 :  Le Mans Sarthe Basket (Pro A)
- 2015- :  ASVEL Lyon-Villeurbanne (Pro A)

## Palmarès

### Sélection nationale
- Championnat du monde masculin de basket-ball
  -  Médaille de bronze à la coupe du monde 2014, (Espagne)
- Championnat d'Europe
  -  Médaille d'argent au championnat d'Europe 2011, (Lituanie)
  -  Médaille d'or au championnat d'Europe 2013, (Slovénie)
  -  Médaille de bronze au championnat d'Europe 2015, (France-Allemagne-Croatie-Lettonie)
- compétitions de jeunes
  -  Médaille de bronze au championnat d'Europe Juniors en 2004, (Espagne)

### En club
- Championnat de France
  - Champion avec l'ASVEL en 2015-2016, 2018-2019, 2020-2021 et 2021-2022
  - Vice-champion de France en 2010 et 2012

- Semaine des As / Leaders Cup
  - Vainqueur de la Semaine des As / Leaders Cup en 2014 et 2023
  - Finaliste en 2015 et 2020

- Vainqueur de la Coupe de France 2020-2021 avec l'ASVEL Lyon-Villeurbanne

### Distinctions individuelles
- Sélection au All-Star Game LNB : 2011, 2012, 2013, 2014, 2015, 2017 et 2018